# Дофинийски Алпи
Дофинийски Алпи (на френски: Alpes du Dauphiné) се нарича съвкупност от планински масиви в историческата област Дофинé в югоизточна Франция. Те са част от Алпите – странични била, започващи от Котските Алпи. На юг са ограничени от долината на река Дюранс, на север – от река Арк, отвъд която се простират Савойските Алпи. Ширина (от север на юг) – 169 км, дължина (от изток на запад) – 248 км. 662 върха са наименовани. Най-високата точка е връх Бар-дез-Екрен (4102 м).

## Описание
Дофинийските Алпи обхващат твърде различни хребети и възвишения, прострели се от главното алпийско било до долината на река Рона. Административно това са департаментите Дром, Изер и От-Алп. Общата тенденция е на снижение в западна посока – първите масиви са с височина над 3500 м, след това се снишават до около 2000 м. Включват се както същински части на планината (скалисти, стръмни, пресечени от дълбоки долини, осеяни с ледници), така и по-заоблените и обрасли с гори Предалпи. Съответно в тях човешката активност е твърде различна – ниските части са посещавани главно от туристи и групи за отдих, които се наслаждават на добре запазената природа. Високите привличат любители на алпинизма и скалното катерене, както и други търсачи на силни усещания. Най-високият масив Екрен е бил непознат до края на ХІХ в. поради трудните условия за преход. И днес там има твърде малко населени места или хижи.
Главна изходна точка за посещение на този дял на Алпите е големият град Гренобъл, който има и летище. На юг, на границата с Прованс се намира град Гап, а на изток в подножието на Котските Алпи – Бриансон. Пътищата и железопътните линии минават по долините на Драк и Арк, както и по дълбоката долина на река Романш, която разделя високите масиви на две части.

## Масиви
Същинската част на Дофинийските Алпи се намира между реките Драк и Арк. Там са оформени три-четири масива – високите Екрен, Арв и Гранд Рус и по-ниският Белдон.
- Екрен (Écrins) е вторият по височина масив във Франция след хребета на Монблан.[3] Красивият Бар-дез-Екрен увенчава скалистата му снага. Общо 16 други върхове се издигат над 3500 м. природата е девствена, съхранена от националния парк Екрен. Над 40 големи ледника висят над долините. На юг той завършва с планината Шансор.
- Арв (Arves) се намира на север от река Романш. На запад преминава в съседния масив Гранд Рус. Тук се издигат впечатляващите Игли на Арв (Aiguilles d'Arves) – три пирамидални върха, най-високият от които господства над тази част над планината (3514 м)
- Белдон (Belledonne) започва от околностите на Гренобъл и се отправя на 60 км на север. Тук също има скалисти части, но те не могат да се сравнят със суровата красота на Екрен. Най-високият връх е Пик дьо Белдон (2977 м).

На запад (в т. нар. Предалпи) се постират още три планински вериги. От юг на север височината им намалява.
- Деволюй (Dévoluy) се намира на северозапад от Гап – масив от варовикови скали с най-висок връх Тет де л'Обийо (2789 м).
- Веркор (Vercors) на юг от Гренобъл, между долното течение на Изер и Дром. Части от него представляват плато, чиито стръмни скали (клифове) се виждат от Гренобъл. Най-висок връх – Веймон (2341 м).[4]
- Шартрьоз (Chartreuse), на север от Гренобъл, достига до Шамбери. Върховете са предимно хълмисти, обрасли с гори. Най-висок връх – Шамшод (2082 м).

## Туризъм
Преобладават ски курортите, но те са по-малобройни спрямо другите части на Алпите и са предимно в ниските западни райони. Най-известният е Ле Сет Ло, разположен на север от Гренобъл в Белдон. Лифтовете работят и през лятото за удобство на туристите. Проходите в района почти всяка година стават част от известната велообиколка Тур дьо Франс – за последно през 2018 г. Най-митични са шеметните качвания на Кроа дьо Фер, Гландон и Галибиер. За алпинистите най-любим връх е Ла Бланш, който може да не е между най-високите в масива Екрен, но е с най-предизвикателните трекинги. Започвайки от Пюи Айо един друг трекинг минава по шеметни върхове – почти 14 км с денивелация 1479 м се вземат за време между 7 и 8 часа.